# Düna (Osterode am Harz)

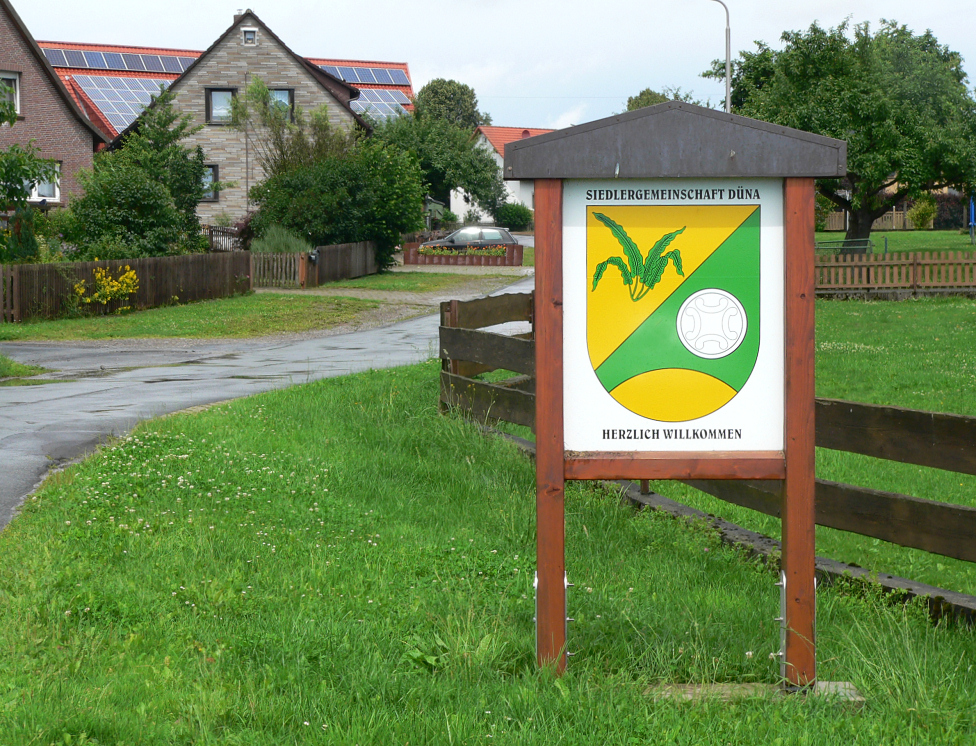
Ortsschild

Düna ist ein Dorf im südwestlichen Harzvorland und Ortsteil der Stadt Osterode am Harz im Landkreis Göttingen in Südniedersachsen, Deutschland. Im Dezember 2023 hatte Düna 117 Einwohner.

## Geschichte
Seit dem vierten Jahrhundert nach Christus ist der Bereich des heutigen Düna besiedelt. Südlich der Domäne begann die Besiedlung bereits im ersten Jahrhundert vor Christus. Für diese Zeit wurde die Verhüttung Iberger und Lerbacher Eisenerze nachgewiesen. Seit ca. 300 nach Christus wurde aus Oberharzer Erzen Silber und aus Rammelsberger Erzen Kupfer gewonnen. Dies ergab eine 1981 einsetzende Ausgrabung des Instituts für Denkmalpflege mit der Entdeckung des Herrensitzes Düna. Es wurden aus dem Mittelalter stammende Öfen zur Verhüttung von Eisenerz nachgewiesen.
Die erste urkundliche Erwähnung von Düna erfolgte 1286 als Dunede. Die Siedlung wird in einer Schenkungsurkunde einiger Ministerialen genannt, die dem Jacobikloster in Osterode einige Hufen Land und die Vogteirechte über eine Kapelle in Düna vermachten. Wo sich diese Kapelle befand, ist heute nicht mehr bekannt. Später wird Düna urkundlich 1329, 1336 und 1372 erwähnt, wobei es 1372 als Vorwerk Dunde bezeichnet wurde. Düna lag an einem mittelalterlichen Fernhandelsweg nach Süden zu einem damals bedeutenden Verkehrskreuz, an dem auch die Pfalz Pöhlde und die Wallburg Pöhlde lagen. Ende des 14. Jahrhunderts fiel die Siedlung wüst und wurde in der ersten Hälfte des 16. Jahrhunderts erneut besiedelt, als eine Domäne für die landesherrlichen Besitzungen entstand. In dieser Zeit wurde unterhalb der Domäne eine Ziegelei, die bis 1914 produzierte. Im 17. Jahrhundert lebten auf der Domäne und in der Ziegelhütte 17 Menschen, 1852 waren es 28 Bewohner. Anfang der 1930er Jahre erwarb die Hannoversche Siedlungsgesellschaft das Gut und teilte es 1935 in 22 Bauernstellen. Der Architekt Franz Josef Jirka entwarf eine neue Siedlung unter der Bezeichnung „Harzer Neubauernsiedlung“ Düna.
1972 wurde Düna, das bis dahin als Wohnplatz zur Gemeinde Hörden gehörte, in die Stadt Osterode am Harz eingemeindet.

## Natur
In der Nähe von Düna liegt das Naturschutzgebiet Gipskarstlandschaft Hainholz, in dem räumlich nah beieinander liegend eine Vielzahl von Gipskarsterscheinungen zu sehen sind.

## Politik
Aufgrund seiner geringen Einwohnerzahl ist Düna eine Ortschaft mit Ortsvorsteher oder -vorsteherin und bildet daher keinen eigenen Ortsrat. Seit 2020 ist Johanna Wehmeyer die Ortsvorsteherin von Düna. 2021 erfolgte die Wiederernennung.